# Romantic Novelists' Association
La Romantic Novelists' Association (RNA) (L'associazione dei romanzieri del genere romantico) è un'associazione di scrittori fondata nel Regno Unito nel 1960, principalmente grazie agli sforzi di Alex Stuart e Lucilla Andrews. Dal 2005 è presieduta da Jenny Haddon (l'autrice di Mills e Boon, Sophie Weston) e conta circa 700 membri.
Nella RNA viene eseguita una conferenza annuale per i membri, e sostiene una serie di capitoli regionali, che si incontrano regolarmente per discutere questioni di interesse per gli scrittori di narrativa romantica. L'organizzazione gestisce anche il New Writers' Scheme, in virtù del quale gli autori inediti ricevono una valutazione del loro lavoro da un esperto membro dell'associazione.

## Presidenti[1]
- 1960 - 1966: Denise Robins
- 1966 - 1986: Ida Cook (con il nome Mary Burchell)
- 1987 - 2011: Diane Pearson
- 2011 - in corso: Katie Fforde

## Comitato

### Chairmen
- 2011-2013: Sara Craven[2]
- 2007-2009: Catherine Jones (nota con gli pseudonimi Kate Lace, Annie Jones)[3]
- 2005-2007: Jenny Haddon (nota con lo pseudonimo Sophie Weston)[4][5]
- 1981-1983: Constance Fecher Heaven (nota come Constance Heaven, Constance Fecher e Christina Merlin)[6]